# Après le bal (film)
Pour les articles homonymes, voir Après le bal.
Pour plus de détails, voir Fiche technique et Distribution.
Après le bal est un film réalisé par Georges Méliès, sorti en 1897. 

## Synopsis
Revenue d'un bal, une femme est déshabillée par sa femme de chambre, qui l'aide à se laver (elle verse un broc d'eau). 

## Fiche technique
- Titre : Après le bal
- Réalisateur : Georges Méliès
- Date : 1897
- Durée : 76 secondes

## Distribution
- Jehanne d'Alcy : La femme qui prend sa douche
- Jane Brady : la soubrette

## Analyse du film

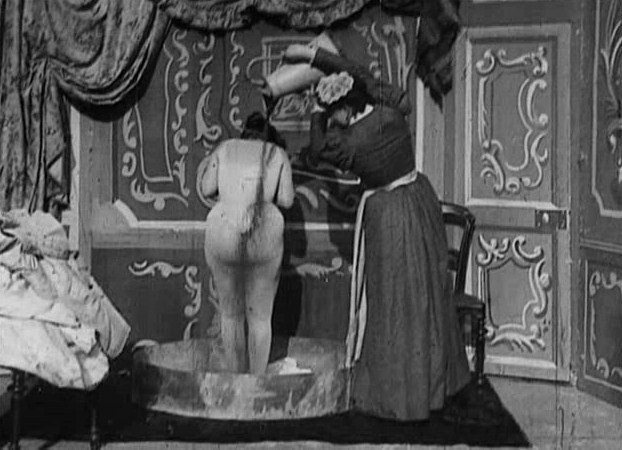
Image extraite du film.

Contrairement à ce qu'affirme la légende, il n'y a aucune scène de nudité dans ce film, Jeanne d'Arcy se faisant doucher de dos en collant chair. Mais en cette fin du XIXe siècle, montrer une dame « qui dévoile haut ses jambes à une époque où l’on s’évanouit de voir une cheville de femme » était une atteinte aux bonnes mœurs et s'apparentait à la pornographie. En 1894, le premier réalisateur du cinéma, William Kennedy Laurie Dickson, avait filmé la danseuse espagnole Carmencita. Les jupons virevoltants, figure typique du flamenco, ne découvraient que les mollets de l'artiste, mais le film avait été pourchassé et interdit dans nombre d'États américains, pour cause de pornographie. Dans les Kinetoscope Parlors d'Edison, les magasins où le public payait pour voir les premiers films du cinéma, « certains exemplaires présentent des bobineaux réservés aux messieurs seuls, où l’on peut apprécier des dames qui enlèvent leur robe et osent se présenter, suprême audace, en collant et maillot ! »